# Carencia de nitrógeno
La carencia de nitrógeno es una deficiencia de nitrógeno en las plantas. Puede producirse cuando se añade al suelo materia orgánica con alto contenido en carbono, como el serrín. Los organismos del suelo utilizan todo el nitrógeno disponible para descomponer las fuentes de carbono, lo que hace que el nitrógeno no esté disponible para las plantas. Esto se conoce como "robar" nitrógeno al suelo. Todos los vegetales, salvo las leguminosas fijadoras de nitrógeno, son propensos a este trastorno.
La carencia de nitrógeno puede prevenirse utilizando hierba segada como mantillo o alimentando foliarmente con estiércol. La siembra de abonos verdes, como el centeno de pasto, para cubrir el suelo durante el invierno ayudará a evitar la lixiviación del nitrógeno, mientras que los abonos verdes de leguminosas, como la veza, fijarán el nitrógeno adicional de la atmósfera. 

## Síntomas
A continuación se indican algunos síntomas de la carencia de nitrógeno (en ausencia o bajo suministro):
1. El contenido de clorofila de las hojas de la planta se reduce, lo que se traduce en un color amarillo pálido (clorosis). Las hojas más viejas se vuelven completamente amarillas.
2. Se reduce la floración, la fructificación y el contenido de proteínas y almidón. La reducción de proteínas provoca un retraso en el crecimiento y la latencia de las yemas laterales.[2]

### Enfermedad
Las plantas se ven delgadas, pálidas y el estado se denomina inanición general.

### Efectos en la producción de patatas
Los síntomas de las deficiencias de nitrógeno en las plantas son la clorosis general de las hojas, que es cuando las hojas se vuelven de color verde pálido, y las hojas se ahuecan hacia arriba de forma bastante severa en las plantas deficientes. Las deficiencias de nitrógeno también provocan que las hojas sigan siendo pequeñas y caigan prematuramente, lo que hace que se produzca menos fotosíntesis en la planta y que se puedan formar menos tubérculos y más pequeños para la cosecha. Las investigaciones realizadas por Yara International han demostrado que existe una correlación directa entre el tamaño y el rendimiento de los tubérculos y la cantidad de nitrógeno disponible en el suelo. Esto hace que sea crucial que los campos tengan suficiente nitrógeno en el suelo para que crezca una cosecha próspera. Sin embargo, el exceso de nitrógeno en el suelo también puede ser perjudicial para la producción de patatas, ya que influye en la capacidad de desarrollo de las raíces y pueden producirse retrasos en la iniciación del tubérculo durante la fase de tuberización del crecimiento de la patata.

## Detección
Los síntomas visuales de la carencia de nitrógeno permiten detectarla con relativa facilidad en algunas especies vegetales. Los síntomas incluyen un crecimiento deficiente de la planta, y las hojas se vuelven de color verde pálido o amarillo porque son incapaces de producir suficiente clorofila. Las hojas en este estado se denominan cloróticas. Las hojas inferiores (las más viejas) son las primeras en mostrar los síntomas, ya que la planta traslada el nitrógeno de los tejidos más viejos a los más jóvenes, que son más importantes. Por ejemplo, la deficiencia de nitrógeno en el té se identifica por el retraso en el crecimiento de los brotes y el amarilleamiento de las hojas más jóvenes.
Sin embargo, estos síntomas físicos también pueden estar causados por otros muchos factores de estrés, como deficiencias de otros nutrientes, toxicidad, daños por herbicidas, enfermedades, daños causados por insectos o condiciones ambientales. Por lo tanto, la deficiencia de nitrógeno se detecta con mayor fiabilidad realizando pruebas cuantitativas además de evaluar los síntomas visuales de las plantas. Estas pruebas incluyen pruebas de suelo y pruebas de tejido vegetal.
Las pruebas de tejido vegetal toman muestras destructivas de la planta de interés. Sin embargo, la deficiencia de nitrógeno también puede detectarse de forma no destructiva midiendo el contenido de clorofila.
Las pruebas de contenido de clorofila funcionan porque el contenido de nitrógeno de las hojas y la concentración de clorofila están estrechamente relacionados, lo que cabría esperar ya que la mayor parte del nitrógeno de las hojas está contenido en moléculas de clorofila. El contenido de clorofila puede detectarse con un medidor de contenido de clorofila; un instrumento portátil que mide el verdor de las hojas para estimar su concentración relativa de clorofila.
El contenido de clorofila también puede evaluarse con un fluorímetro de clorofila, que mide la relación de fluorescencia de la clorofila para identificar los compuestos fenólicos que se producen en mayor cantidad cuando el nitrógeno es limitado. Por lo tanto, estos instrumentos pueden utilizarse para comprobar de forma no destructiva la deficiencia de nitrógeno. 

## Medidas correctoras
Pueden suministrarse fertilizantes como fosfato amónico, nitrato amónico cálcico y urea. La pulverización foliar de urea puede ser un método rápido.